# Grinzens
Grinzens är en ort och kommun i distriktet Innsbruck-Land i förbundslandet Tyrolen i Österrike. Kommunen har 1 474 invånare (2024). Den ligger sydväst om Tyrolens huvudstad Innsbruck.